# Jean-Baptiste de Montesson (1646-1731)
 (janvier 2012).
Pour les articles homonymes, voir Jean-Baptiste de Montesson.
Jean-Baptiste de Montesson, « comte » puis « marquis » de Montesson, seigneur du dit lieu, Bais, Plessis-Bouret, Champgenéteux, la Roche-Pichemer, Saint-Ouën-des-Vallons, Deux-Évailles, Châlons, Anthenaise, Brée etc., né en 1646 et mort le 25 avril 1731 à Paris est un militaire et aristocrate français des XVIIe et XVIIIe siècles.

## Biographie

### Religion
Né en 1646, Jean-Baptiste de Montesson est le fils de Charles de Montesson. Destiné au service de l'Église, il est tonsuré à Paris en 1661 et pourvu en 1663 du prieuré de Champgenéteux, il devint l'aîné de la famille de Montesson par la mort sans enfant de Guy son frère.

### Carrière militaire
Il quitte alors l'Ordre, entre cadet aux gardes du corps, 1672, suit le roi en Hollande, au siège de Maastricht (1673), en Franche-Comté (1674) et sert sans discontinuité en Flandre et en Allemagne jusqu'en 1678 qu'avec les gardes du corps, il passe dans l'armée du maréchal de Créquy, combattant à Bad Säckingen et au passage de la Kints.
Mestre de camp de cavalerie sous le maréchal d'Humières à l'armée de Flandre (1er septembre 1688), après avoir été 3e, puis 2e enseigne aux gardes, il suivit Monseigneur à l'armée d'Allemagne comme 1er enseigne, puis lieutenant de sa compagnie, 25 octobre 1691. 
Il combat à Fleurus, au siège de Namur, Steinkerque, 1692, à la bataille de Neerwinden, au siège de Charleroi, 1693.
Il est fait chevalier de Saint-Louis en février 1694, peu après la création de l'ordre. Brigadier le 28 avril 1694, employé en Flandre, au camp de Coudun, puis à l'armée du Rhin, juin 1701. Il commande l'escorte du roi d'Espagne en 1700, nommé maréchal de camp le 29 janvier 1702, commande la Maison du roi (31 octobre), sert sous les maréchaux de Villeroy et de Boufflers, 1703, devint lieutenant général le 26 octobre 1704, et 1er lieutenant de sa compagnie, 15 mars 1705.
Il se distingue encore à la bataille de Ramillies, 1706, fut commandant de la Maison du roi par commission du 27 juin 1709, combattit à la Bataille de Malplaquet à la tête des gardes qu'il ramena dans le meilleur ordre, après avoir chargé trois fois. Il commanda encore la Maison du roi à l'armée de Flandre, 1710, 1711, à l'armée du Rhin, 1713, à la prise de Landau et de Fribourg, et quitte le service au mois de mai 1717.

### Carrière civile
On lui avait donné le gouvernement de Saint-Quentin. Quand le régent lui intime l'ordre d'arrêter Jacques François Stuart après sa tentative de 1716, il répond qu'il ne déshonorerait pas la noblesse française.

## Famille
Il épouse en 1685 Catherine de Cervon, veuve de Pierre de la Duferrie, dont une fille, nommée Marie, morte sans alliance ; Jean-Baptiste et Charles qui ne possédèrent pas la terre de Brée, vendue sans doute à Charles Colbert du Terron. Il demeure ordinairement au château de la Roche-Pichemer, et veuf depuis 1724, il meurt à Paris, à l'âge de 83 ans, rue du Jardinet, le 25 avril 1731, et est inhumé à Saint-Cosme-et-Saint-Damien.
Jean-Baptiste de Montesson, son fils, (1687-1769), est le mari de Charlotte Jeanne Béraud de La Haye de Riou, maîtresse en titre de Louis-Philippe d'Orléans.

## Source
- Abbé Angot, « Saint-Gervais et Saint-Protais de Brée, monographie paroissiale », 1884  ;
- « Jean-Baptiste de Montesson (1646-1731) », dans Alphonse-Victor Angot et Ferdinand Gaugain, Dictionnaire historique, topographique et biographique de la Mayenne, Laval, A. Goupil, 1900-1910 [détail des éditions] (BNF 34106789, présentation en ligne)